# Corpus Aristotelicum

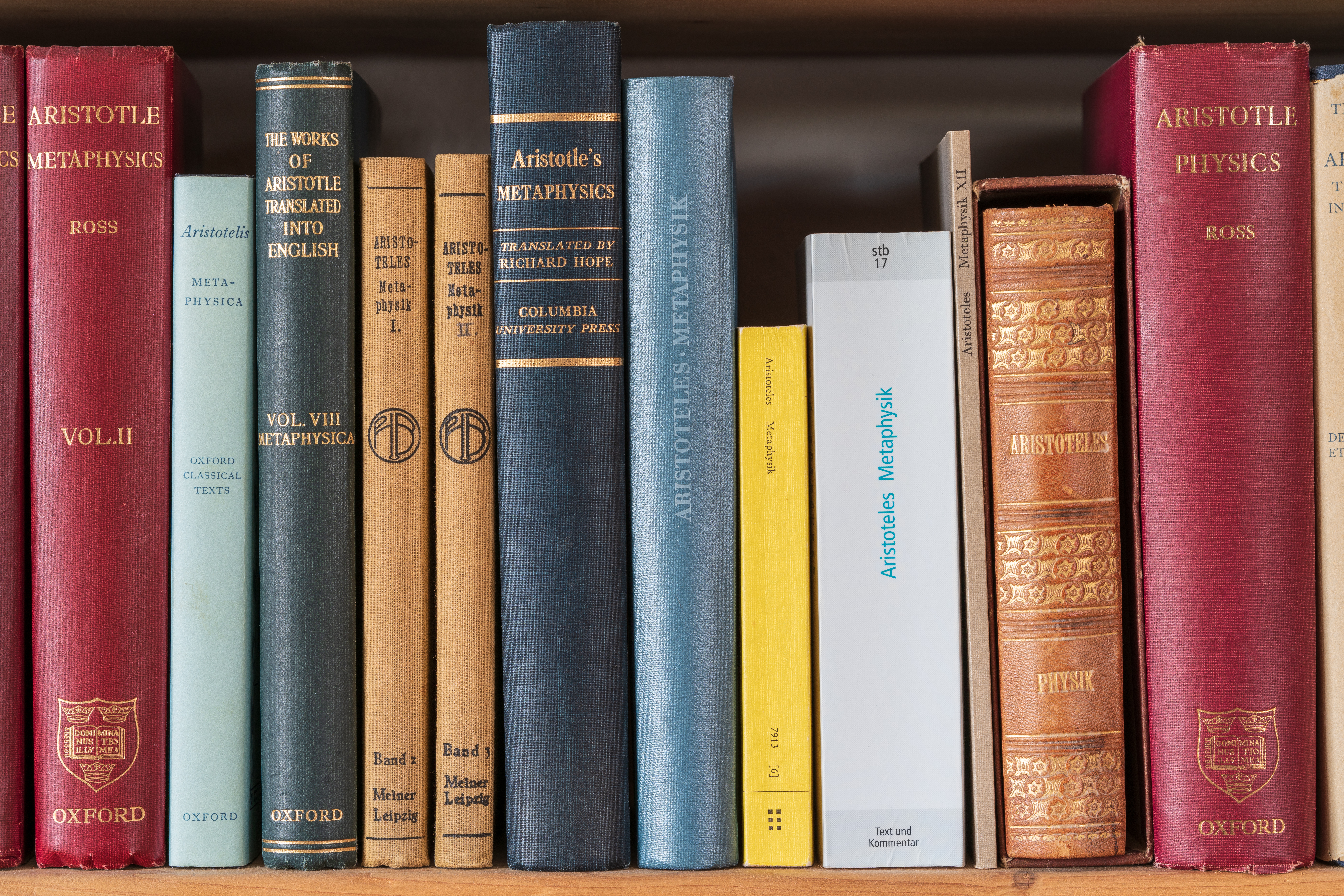
Estantería con varias obras de Aristóteles.

Todas las obras de Aristóteles que nos han llegado forman lo que se conoce como el Corpus aristotelicum. Se citan según la edición prusiana de Immanuel Bekker de 1831-1836, indicando la página, la columna (a o b) y, si es necesario, la línea del texto en esa edición. Tras el trabajo de Bekker se han encontrado sólo unas pocas obras más, que se incluyen al Corpus como anexos, con formas de citarse distintas. Los títulos en latín todavía son utilizados por los estudiosos.

## Historia
El Liceo, bajo la dirección de Teofrasto, no tuvo la estabilidad de la Academia de Platón y terminó teniendo que trasladar su actividad a Alejandría, bajo la protección del reino helenístico de los Ptolomeos. Esta marcha ocasionó la dispersión de la obra de Aristóteles. Al hallarse en su mayor parte sin editar, fueron fuente de aportaciones apócrifas e interpolaciones de discípulos y comentaristas.
Según la tradición, los libros esotéricos han llegado a nosotros gracias a que su heredero, Neleo, para evitar que cayeran en manos del rey de Pérgamo, trasladó toda la biblioteca de Aristóteles a Tróade y la escondió en una bodega. Parte de aquella biblioteca estaba compuesta por los manuscritos del maestro. Recuperados en el siglo I a. C. por Apelicón de Teo, fueron revisados en esta ciudad por Sila, y luego trasladados a Roma. Las obras fueron dispuestas en el orden que hoy conocemos por Andrónico de Rodas. Todas ellas forman el llamado "Corpus aristotelicum".

### Transmisión y problemas textuales

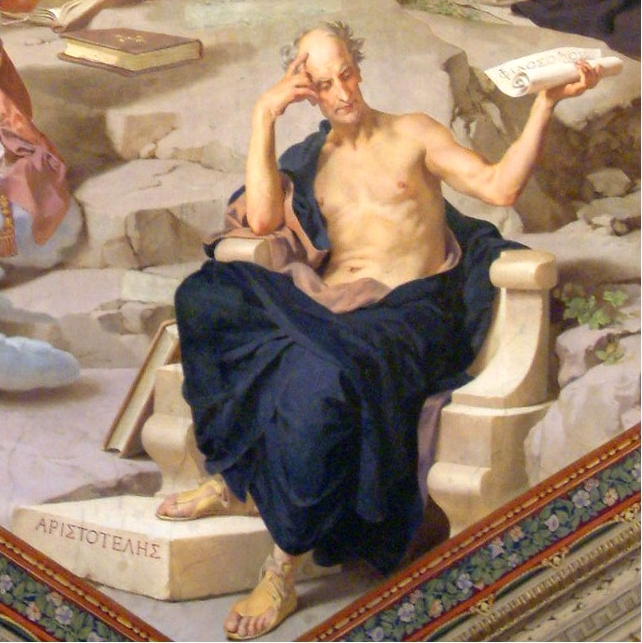
Aristóteles en un fresco ubicado en Roma por Ludwig Seitz..

Cabe resaltar que Aristóteles escribió dos tipos de textos: los destinados a la «publicación» fuera del Liceo o exotéricos (gr. exo 'fuera') o exteriores; y los utilizados como apuntes de clase o notas de conferencias, denominados esotéricos (gr. eso 'dentro') o acroamáticos. Lamentablemente, solo conservamos los esotéricos, los cuales al ser una recopilación de sus apuntes, vuelven un poco complicada su lectura, pues faltan las explicaciones, las transiciones son abruptas, los argumentos quedan en ocasiones inacabados... leer a Aristóteles es duro, lo que explica en parte que sus textos hayan sido interpretados y comentados a lo largo de dos mil años (ver Comentarios sobre Aristóteles).
Las actuales ediciones en griego siguen la establecida por August Immanuel Bekker en 1831. Hay que decir que apenas conservamos un tercio de lo que Aristóteles escribió (a menudo es difícil por tanto afirmar si es o no, p. ej., un pensador sistemático o aporético). Aristóteles escribió o dirigió la redacción de 158 «Constituciones» (gr. politeiai), de las que no nos ha llegado ninguna, con excepción de la Constitución de los atenienses, cuyo papiro fue encontrado en una excavación en Egipto en un depósito de basura.
Tras su muerte, sus textos (apenas tuvo una influencia inmediata) desaparecieron durante dos siglos. Luego aparecen en Atenas y después en Roma, donde el peripatético Andrónico de Rodas (siglo I a. C.) preparó una edición. Lo que nos queda de esos textos, por tanto, está determinado por la mano que preparó esa edición. Más problemática aún es la transmisión del llamado Corpus Aristotelicum (contiene las obras de Aristóteles más las de otros autores que dicen ser Aristóteles). A lo largo de la Edad Media su influencia fue mínima. Durante la alta y plena Edad Media, dominando el platonismo hasta alrededor del siglo XII, es cuando las traducciones al latín de las traducciones al árabe (y a veces al siríaco) de uno o varios originales en griego, entran en los debates escolásticos de los centros de producción cultural medievales. Solo poco a poco se van depurando los textos con traducciones de originales más fiables.
¿Cómo establecer por tanto, en los restos que nos quedan, qué textos son y cuáles no son «originales»? Esto es imposible. En los últimos decenios se ha desarrollado una técnica muy sofisticada, llamada «estilometría» (aplicada a otros autores, como Platón), que determina, mediante el cómputo y estudio estadístico de determinados elementos gramaticales, qué textos son escritos por qué mano. Pero esto no asegura que se trate de Aristóteles. Además, la edición de Andrónico de la Metafísica, p. ej., puede ser más una colección de textos que una obra concebida como tal por el mismo Aristóteles (esto lo ha dicho el especialista Jonathan Barnes). Las luchas ideológicas en el seno de la Iglesia durante la Edad Media en torno a la interpretación de Corpus Aristotelicum (el "cuerpo" de las obras de Aristóteles con temas como el problema de la inmortalidad del alma, eternidad del mundo y demás) hacen que nos planteemos la posibilidad de modificaciones en los manuscritos.
Lo que tenemos, por tanto, es algo que puede ser cercano a las notas de un filósofo, con algunas interpolaciones y manipulaciones del texto. Buscar el autor «original» o la «obra primigenia» es una tarea utópica.

## Listado de Diógenes Laercio
Diógenes Laercio enumera en su Vidas, opiniones y sentencias de los filósofos más ilustres las obras de Aristóteles que comprenden 156 títulos divididos en aproximadamente 400 libros, que informa que suman un total de 445.270 líneas de escritura.
La lista es la siguiente:
- De la Justicia, cuatro libros
- De los poetas, tres libros
- De Filosofía, tres libros
- Del Estadista, dos libros
- Sobre Retórica, o Grylus, un libro
- Nerinthus, un libro
- El sofista, un libro
- Menexeno, un libro
- Sobre el amor, un libro
- Simposio, un libro
- De la Riqueza, un libro
- Exhortación a la Filosofía, un libro
- Del Alma, un libro
- De la Oración, un libro
- Sobre el nacimiento noble, un libro
- Sobre el placer, un libro
- Alejandro, o una súplica por las colonias, un libro
- Sobre la realeza, un libro
- Sobre la educación un libro
- Del Bien, tres libros
- Extractos de las Leyes de Platón, tres libros
- Extractos de la República, dos libros
- De la gestión del hogar, un libro
- De la amistad, un libro
- Al ser o haber sido afectado, un libro
- De Ciencias, un libro
- Sobre cuestiones controvertidas, dos libros
- Soluciones de Cuestiones Controvertidas, cuatro libros
- Divisiones sofísticas, cuatro libros
- De los contrarios, un libro
- Sobre géneros y especies, un libro
- Sobre atributos esenciales, un libro
- Argumentos para Efectos de Refutación, tres cuadernos
- Proposiciones sobre la virtud, dos libros
- Objeciones, un libro
- Sobre los Diversos Significados de Términos o Expresiones donde se agrega un Determinante, un libro
- De pasiones o de ira, un libro
- Cinco libros de Ética
- Sobre los Elementos, tres libros
- De la ciencia, un libro
- Del Principio Lógico, un libro
- Divisiones lógicas, diecisiete libros
- En cuanto a la división, un libro
- Sobre preguntas y respuestas dialécticas, dos libros
- Sobre el movimiento, un libro
- Proposiciones, un libro
- Proposiciones polémicas, un libro
- Silogismos, un libro
- Analíticos anteriores., ocho libros
- Analíticos posterior mayor, dos libros
- De Problemas, un libro
- De Metódica, ocho libros
- Del Bien Mayor, un libro
- Sobre las ideas, un libro
- Definiciones antepuestas a los Temas, siete libros
- De Silogismos, dos libros
- Sobre el silogismo con definiciones, un libro
- De lo deseable y lo contingente, un libro
- Prefacio a Lugares comunes, un libro
- Temas de crítica a las Definiciones, dos libros
- Afectos o Cualidades, un libro
- Sobre la División Lógica, un libro
- Sobre Matemáticas, un libro
- Definiciones, trece libros
- Refutaciones, dos libros
- Del placer, un libro
- Proposiciones, un libro
- Sobre el Voluntario, un libro
- De lo bello, un libro
- Tesis de refutación, veinticinco libros
- Tesis sobre el amor, cuatro libros
- Tesis sobre la Amistad, dos libros
- Tesis sobre el alma, un libro
- Política, dos libros
- Ocho libros de un curso de conferencias sobre Política como el de Teofrasto
- De acciones justas, dos libros
- Una colección de artes, dos libros
- Arte de la Retórica, dos libros
- Arte, un manual, un libro
- Otra Colección de Manuales, dos libros
- Sobre el Método, un libro
- Compendio del "Arte" de Theodectes, un libro
- Tratado sobre el arte de la poesía, dos libros
- Entimemas retóricos, un libro
- De Grado, un libro
- Divisiones de Enthymemes, un libro
- Sobre la dicción, dos libros
- Sobre tomar consejo, un libro
- Una Colección o Compendio, dos libros
- Sobre la Naturaleza, tres libros
- De la Naturaleza, un libro
- Sobre la Filosofía de Arquitas, tres libros
- Sobre la Filosofía de Speusippus y Jenócrates, un libro
- Extractos del Timeo y de las Obras de Arquitas, un libro
- Una respuesta a los escritos de Melissus, un libro
- Una respuesta a los escritos de Alcmaeon, un libro
- Una respuesta a los pitagóricos, un libro
- Una respuesta a los escritos de Gorgias, un libro
- Una respuesta a los escritos de Jenófanes, un libro
- Una respuesta a los escritos de Zeno, un libro
- Sobre los pitagóricos, un libro
- Sobre los animales, nueve libros
- De Disecciones, ocho libros
- Una selección de Disecciones, un libro
- Sobre animales compuestos, un libro
- Sobre los animales de fábula, un libro
- Sobre la esterilidad, un libro
- Sobre las Plantas, dos libros
- Sobre la fisonomía, un libro
- Dos libros sobre Medicina
- En la Unidad, un libro
- Pronósticos de Tormentas, un libro
- Sobre Astronomía, un libro
- Sobre la Óptica, un libro
- On Motion, un libro
- Sobre la música, un libro
- Sobre la memoria, un libro
- Seis libros de Problemas Homéricos
- Poética, un libro
- De Física, 38 libros
- Dos libros de Problemas que han sido examinados
- Dos libros de Instrucción Rutinaria
- Mecánica, un libro
- Problemas tomados de las obras de Demócrito, dos libros
- Sobre el Imán, un libro
- Analogías, un libro
- Notas misceláneas, doce libros
- Descripciones de Genera, catorce libros
- Reclamaciones avanzadas, un libro
- Vencedores en Olimpia, un libro
- Vencedores en los Juegos Píticos, un libro
- Sobre la música, un libro
- Sobre Delfos, un libro
- Crítica de la Lista de Vencedores Píticos, un libro
- Victorias Dramáticas en Dionysia, un libro
- De tragedias, un libro
- Registros dramáticos, un libro
- Proverbios, un libro
- Leyes de la mesa de comedor, un libro
- Cuatro libros de Leyes
- Categorías, un libro
- De Interpretatione, un libro
- Constituciones de 158 Ciudades, en general y en particular, democráticas, oligárquicas, aristocráticas, tiránicas
- Cartas a Felipe
- Cartas de Selymbrians
- Cartas a Alejandro, cuatro libros
- Cartas a Antipater, nueve libros
- Para Mentor, un libro
- Para Ariston, un libro
- A Olimpia, un libro
- A Hefestión, un libro
- A Temistágoras, un libro
- A Filoxeno, un libro
- En respuesta a Demócrito, un libro
- Versos que comienzan con Ἁγνὲ θεῶν πρέσβισθ᾽ ἑκατηβόλε ("Santo y el más grande de los dioses, que se lanza lejos").
- Versos elegíacos que comienzan con Καλλιτέκνου μητρὸς θύγατερ ("Hija de una madre bendecida con hermosa descendencia").

## Clasificación
Los escritos de Aristóteles se clasifican en dos grupos: los exotéricos (destinados a un gran público) y los esotéricos (no destinados a un gran público, sino a un público con saber filosófico).
La forma estándar de referenciar a las obras en el Corpus, se basan en los números de página utilizados en la edición de la Academia de Ciencias Prusiana de las obras completas de Aristóteles (Aristotelis Opera edidit Academia Regia Borussica, Berlín, 1831-1870). Toman su nombre del editor de esa edición, el filólogo clásico August Immanuel Bekker.

### Obras con enumeración Bekker

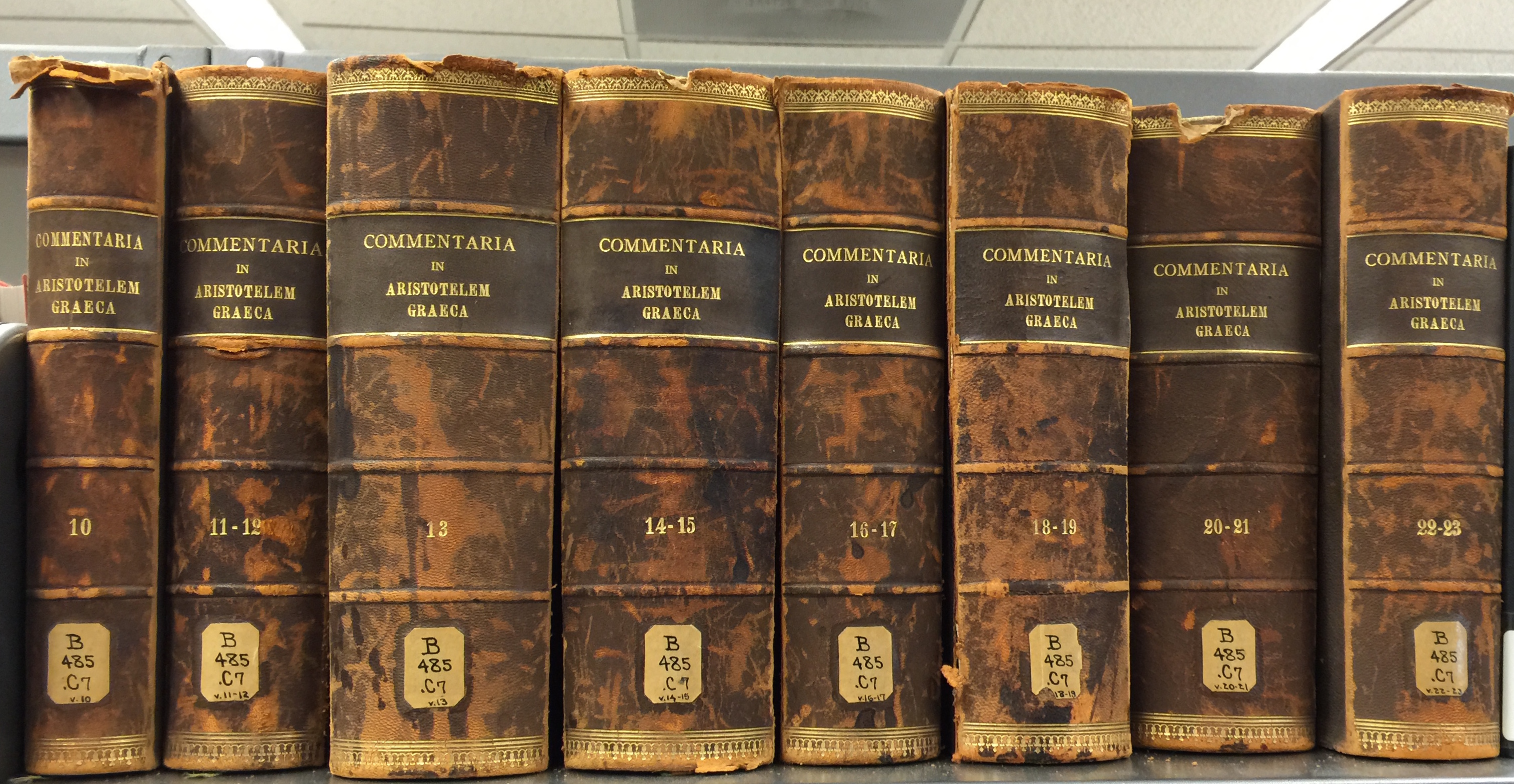
Algunos volúmenes de la edición de los Comentarios griegos sobre la obra de Aristóteles (Berlín, 1882-1909)

El "Corpus Aristotelicum" se comprende en cinco grupos: Lógica (Órganon), Filosofía Natural, Metafísica, Ética y política; y Retórica y poética.
Los trabajos cuya legitimidad está en disputa se marcan con *, y los trabajos que generalmente se consideran espurios se marcan con **.

#### Lógica
El conjunto de las obras lógicas escritas por Aristóteles se denominan como Órganon.
- (1a) Categorías (Categoriae)
- (16a) De la interpretación (De interpretatione)
- (24a) Primeros analíticos (Analytica priora)
- (71a) Segundos analíticos (Analytica posteriora)
- (100a) Tópicos (Topica)
- (164a) Refutaciones sofísticas (De sophisticis elenchis)

#### Filosofía Natural
- (184a) Física (Physica)
- (268a) Sobre el cielo (De caelo)
- (314a) Acerca de la generación y la corrupción (De generatione et corruptione)
- (338a) Meteorología (Meteorologica)
- (391a) Del universo** (De mundo)
- (402a) Del alma (De anima)
- Pequeños tratados sobre la naturaleza (Parva naturalia)
  - (436a) De los sentidos y de lo sentido (De sensu et sensibilibus)
  - (449b) De la memoria y la reminiscencia (De memoria et reminiscentia)
  - (453b) Del sueño y la vigilia (De somno et vigilia)
  - (458a) Del ensueño (De insomniis)
  - (462b) De la adivinación por el sueño (De divinatione per somnum)
  - (464b) De la longitud y la brevedad de la vida (De longitudine et brevitate vitae)
  - (467b) De la juventud y la vejez, De la vida y la muerte, y De la respiración (De juventute et senectute, De vita et morte, De respiratione)
- (481a) De la respiración** (De spiritu)
- (486a) Historia de los animales (Historia animalium)
- (639a) Las partes de los animales (De partibus animalium)
- (698a) El movimiento de los animales (De motu animalium)
- (704a) Progresión de los animales (De incessu animalium)
- (715a) Generación de los animales (De generatione animalium)
- (791a) De los colores** (De coloribus)
- (800a) De las cosas de la audición** (De audibilibus)
- (805a) Fisiognomónica** (Physiognomonica)
- (815a) De las plantas** (De plantis)
- (830a) De las maravillas escuchadas** (De mirabilibus auscultationibus)
- (847a) Mecánica** (Mechanica)
- (859a) Problemas* (Problemata)
- (968a) De las líneas imperceptibles** (De lineis insecabilibus)
- (973a) Los lugares de los vientos** (Ventorum situs)
- (974a) Melisos, Jenófanes y Gorgias (abreviado MXG)**

#### Metafísica
- (980a) Metafísica (Metaphysica)

#### Ética y política
- (1094a) Ética nicomáquea o Ética a Nicómaco (Ethica Nicomachea)
- (1181a) Gran moral* (Magna moralia)
- (1214a) Ética eudemia o Ética a Eudemo (Ethica Eudemia)
- (1249a) Librillo sobre las virtudes y los vicios** (De virtutibus et vitiis libellus)
- (1252a) Política (Política)
- (1343a) Económica* (Oeconomica)

#### Retórica y poética
- (1354a) Arte retórica (Ars rhetorica)
- (1420a) Retórica a Alejandro** (Rhetorica ad Alexandrum)
- (1447a) Poética (Ars poetica)

### Obras sin enumeración Bekker

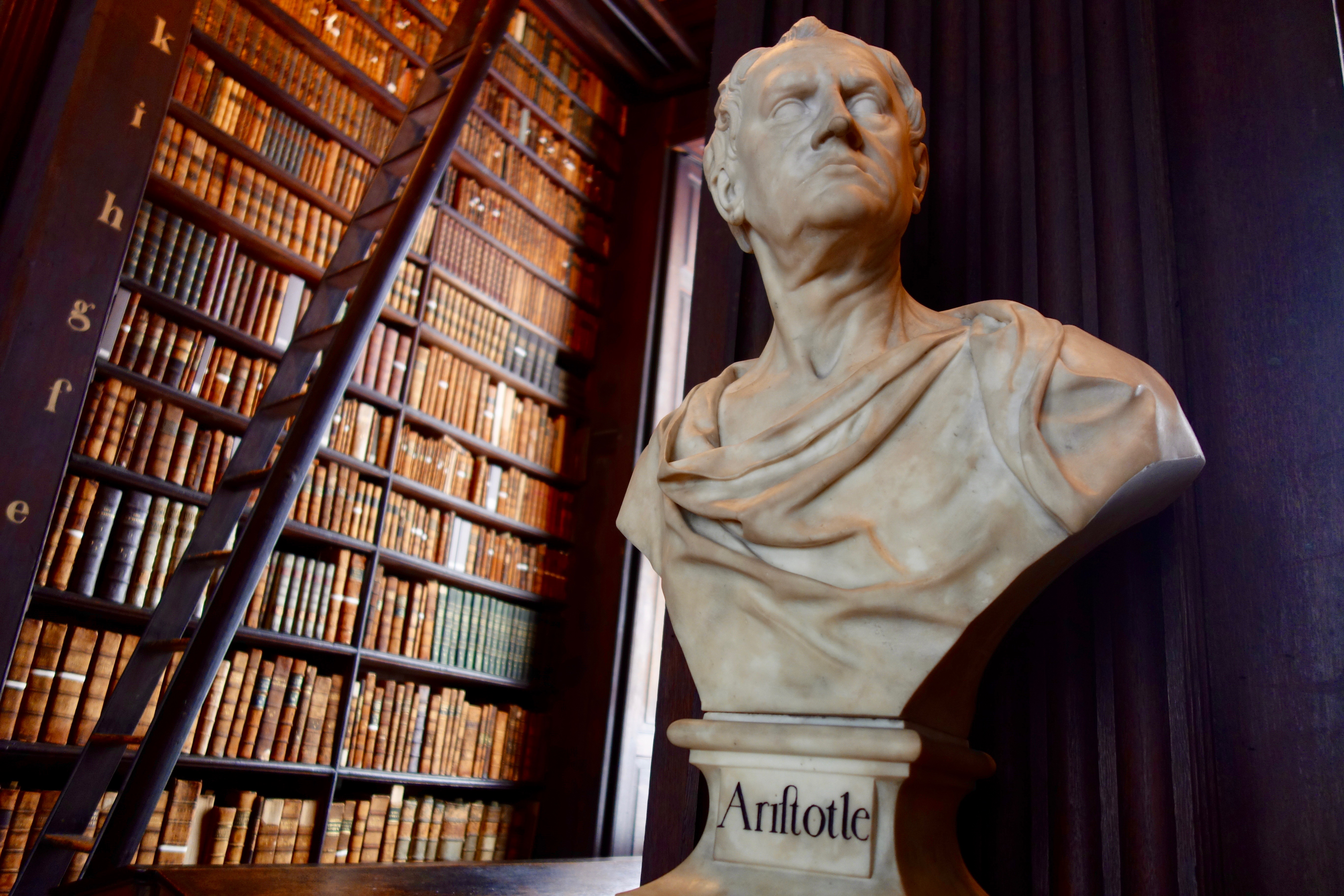
Busto de Aristóteles, en el Trinity College (Dublín)

#### Constitución de los atenienses
La Constitución de los atenienses (Athenaion politeia) no se incluyó en la edición de Bekker porque se editó por primera vez en 1891 a partir de rollos de papiro adquiridos en 1890 por el Museo Británico.

#### Fragmentos
Varias obras perdidas de Aristóteles sobrevivieron en fragmentos, como diálogos o poemas. Estas obras, por lo general, forman parte de su obra exotérica. Los  fragmentos se incluyeron en el quinto volumen de la edición de Bekker, editado por Valentin Rose. Sin embargo, estos no se citan con los números de Bekker, sino según los números de los fragmentos. La primera edición de Rose de los fragmentos de Aristóteles fue Aristoteles Pseudepigraphus (1863).
Entre las obras que se incluyen: Protréptico, Sobre la filosofía, Eudemo o Sobre el alma, Sobre la justicia y Sobre la educación. Estas obras, posiblemente ilegítimas, como Sobre las Ideas, sobrevivieron mediante citas de Alejandro de Afrodisias en su comentario sobre la metafísica de Aristóteles. También se denominan a sus primeros escritos éticos como Urethik, los cuales se ha argumentado que son Magna moralia.

#### Pseudoaristotélicas
Existen varias obras fuera del corpus recopiladas durante el periodo medieval islámico y cristiano atribuidas erróneamente a Aristóteles (Pseudo Aristóteles). Entre ellas se encuentran: Libro de las causas, Libro de la manzana, Problemas no publicados, El secreto de los secretos, Libro de las piedras, Teología de Aristóteles, Castigos de Aristóteles a Alejandro Magno.

## Obras por periodos
Esta sección es en gran parte orientativa y propositiva, pues no hay ningún orden claro en las obras de Aristóteles. Los únicos libros que podemos datar con relativa precisión son el Eudemo y el Protréptico (el primero, por estar dedicado a un amigo homónimo que murió en la batalla de Siracusa del año 354 o 353; el segundo, por estar dirigido a Temisón con el que se tuvo contacto alrededor del 315 y por ser una posible respuesta a Isócrates).
El resto de la cronología se propone en base a criterios filosóficos que siguen siendo controvertidos. Parece muy probable que Sobre la filosofía y Sobre las ideas, así como los libros Α, α, Μ y Ν de la Metafísica se escribieran al poco de abandonar la Academia, durante el periodo en Aso, pues recogen la crítica a la teoría de las ideas de Platón (críticas que ya se plantearon en la Academia, incluso por el propio Platón). Es también probable que en esta época se escribieran varios de los textos lógicos, que ya estarían relativamente planteados durante el periodo académico. También es probable que en esta época se escribieran textos de ciencias naturales como la Física o Sobre el cielo. Menos claro es la posibilidad de que en este periodo se escribieran partes de los textos sobre seres vivos, como el primer libro de Historia de los animales o los libros II-IV de Las partes de los animales (tesis defendida por David Balme), así como los Parva naturalia y otros.
En su último periodo, como maestro del Liceo de Atenas por él fundado, se suelen colocar los textos de carácter más empírico (es decir, basados en casos concretos), como los políticos o el resto de libros sobre los animales.
Las obras de lógica (Categorías, De la interpretación, Primeros analíticos...) fueron, casi con toda seguridad, pensadas en la Academia y escritas o bien entonces, o bien durante el periodo en Aso. Claro ejemplo de ello son los Tópicos, que recogen los esquemas básicos de discusión extraídos muy probablemente de las discusiones en la Academia. No obstante, es posible que las versiones que nos llegan hayan sido reescritas o profundamente revisadas mucho más tarde, como es el caso de las Categorías.
| Primer periodo (368-348 a. C.)                                         | Segundo periodo (348-335 a. C.) | Tercer periodo (335-322 a. C.) |
| ---------------------------------------------------------------------- | --- | --- |
| Época platónica de la permanencia en la Academia.                      | Abandono de la Academia. Comienzo de la elaboración de su pensamiento. | Actividad en el Liceo. Principalmente estudios empíricos. |
| - Eudemo o Sobre el alma. - Grillo o Sobre la Retórica. - Protréptico. | - Sobre la filosofía. - Ética a Eudemo. - Sobre el cielo. - De la generación y la corrupción. - Libros críticos de la Metafísica: Α, α, Μ y Ν . - Libros propositivos de la Metafísica: Ζ, Η, Θ - Algunos libros de la Política. | - Obras científicas (algunos libros de Historia de los animales, algunos de Las partes de los animales...). - Tratados empíricos sobre las constituciones atenienses o los juegos píticos. |